# Possession (1981)
Possession is de vijfde lange speelfilm van cultregisseur Andrzej Zulawski. De film is een mix tussen horror en drama. Possession bevond zich op de lijst met Video Nasties in Groot-Brittannië. Hoewel de film gecoproduceerd is door een Duits bedrijf en is opgenomen in Berlijn, kwam hij nooit uit in Duitsland tot 2009 (op DVD).

## Verhaal
Mark (Sam Neill) is een spion uit West-Berlijn en komt onverwacht eerder thuis, waarna zijn vrouw Anna (Isabelle Adjani) besluit hem te verlaten. Mark is vastbesloten uit te vinden waarom Anna hem heeft verlaten en besluit haar te gaan volgen. Eerst lijkt het alsof er een andere man in het spel is, maar al snel blijkt dat er iets veel gruwelijker aan de hand is...

## Rolverdeling
| Acteur              | Personage                                      |
| ------------------- | ---------------------------------------------- |
| Isabelle Adjani     | Anna / Helen                                   |
| Sam Neill           | Mark                                           |
| Heinz Bennent       | Heinrich                                       |
| Margit Carstensen   | Margit Gluckmeister                            |
| Johanna Hofer       | Heinrich's moeder                              |
| Carl Duering        | Detective                                      |
| Shaun Lawton        | Zimmermann                                     |
| Michael Hogben      | Bob                                            |
| Maximilian Rüthlein | Man met roze sokken (als Maximilian Ruethlein) |